# Atrophaneura priapus
Atrophaneura priapus (Boisduval, 1836) là một loài bướm ngày thuộc họ Papilionidae được tìm thấy ở Myanma, Malaysia, Sumatra, và Java.

## Hình ảnh

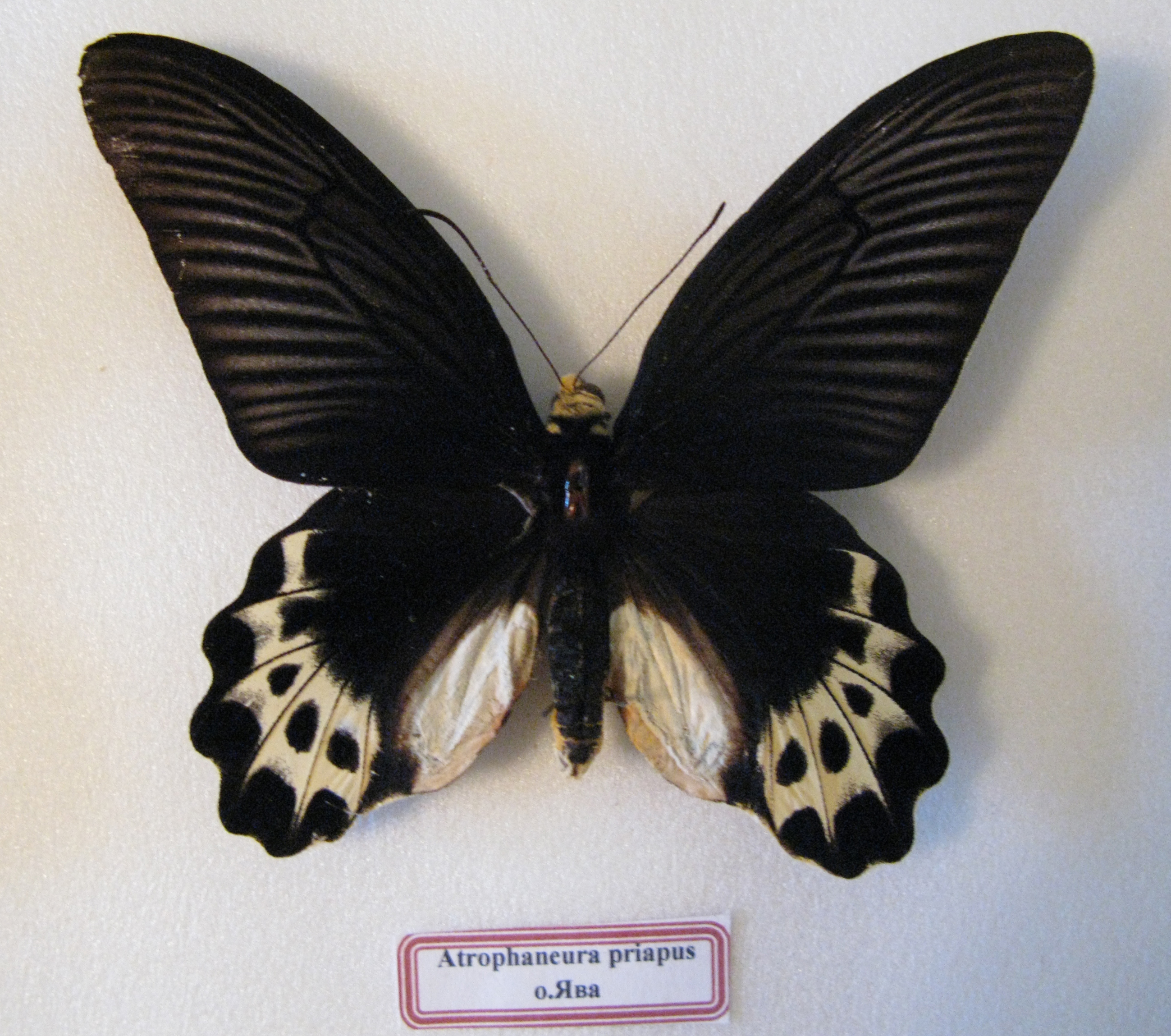